# Al-Khansà
Tumàdir bint Amr ibn al-Harth ibn aix-Xarid as-Sulamiyya (àrab: تماضر بنت عمرو بن الحرث بن الشريد السُلمية, Tumāḍir bint ʿAmr ibn al-Ḥarṯ ibn ax-Xarīd as-Sulamiyya), normalment coneguda pel sobrenom al-Khansà (àrab: الخنساء, al-Ḫansā, que tant pot voler dir ‘la Gasela’ com ‘la de Nas curt’) fou una poetessa àrab del segle vii. Va néixer i créixer a la regió de Najd, la regió central del que avui en dia és Aràbia Saudita. Fou coetània del profeta Muhàmmad i es va convertir a l'islam.
A la seva època, el paper de la dona a la poesia àrab era el d'escriure elegies per als morts i interpretar-les per a la tribu en competicions orals públiques. Al-Khansa’ va guanyar-se respecte i fama en aquelles competicions, amb les seves elegies per als seus germans, Ṣakhr i Muʿāwiyah, que havien mort en batalla. És la poeta més coneguda de la literatura àrab.

## Biografia
Al-Khansà va néixer al si d'una família benestant de Najd.
El 612, el seu germà Muàwiya va ser assassinat per membres d'una altra tribu. Al-Khansà va insistir que un altre germà seu, Sakhr, vengés la mort de Muàwiya, fet que va dur efectivament a terme. Sakhr va resultar ferit i va morir a causa de les seves ferides un any després. Al-Khansà va fer el dol de la seva mort mitjançant la poesia i va començar a guanyar fama amb les seves composicions elegíaques.
L'any 629 va conèixer el profeta Muhàmmad i es va convertir a l'islam.
Va tenir quatre fills, Yazid, Muàwiya, Amr i Amra, i tots es varen convertir a l'islam. Va participar amb els seus fills a la Batalla d'al-Qadissiyya, on tots quatre van lluitar i morir.
En rebre la notícia de la seva mort, es diu que no va plorar la seva pèrdua, i que en canvi va dir: «Lloat sigui Déu que m'ha honorat amb el seu martiri. Tinc l'esperança que el meu Senyor em reunirà amb ells en la seva misericòrdia» (àrab: «الحمد لله الذي شرفني بقتلهم، وأرجو من ربي أن يجمعني بهم في مستقر رحمته»).

## Acollida de la seva obra
An-Nabigha adh-Dhubyani, poeta àrab contemporani d'al-Khansà, en va dir: «Al-Khansà és la més gran poeta dels jinn i dels humans» (àrab: «الخنساء أشعر الجن والإنس»).
Es diu que an-Nabigha va dir també, sobre al-Khansà: «Si Abu-Bassir no m'hagués recitat ja a mi, hauria dit que ets la més gran poeta dels àrabs. Endavant, que ets el més gran poeta àrab d'entre els que tenen pits». Al-Khansà va replicar dient: «També sóc la més gran poeta d'entre els que tenen testicles».